# Angelo Vier
Angelo Vier (ur. 23 kwietnia 1972 w Berlinie Wschodnim) – niemiecki piłkarz występujący na pozycji napastnika, dwukrotny król strzelców 2. Bundesligi.

## Życiorys
Występował w juniorach BFC Dynamo. W 1989 roku został zawodnikiem Stahl Brandenburg, jednak nie wystąpił w żadnym meczu pierwszej drużyny. Na początku 1991 roku przeszedł do FC Gueugnon, gdzie początkowo występował w rezerwach, a następnie przez półtora roku w pierwszej drużynie. Po półrocznym okresie gry w SAS Épinal został piłkarzem SAS Épinal, po czym w latach 1993–1995 grał w SC Verl. W 1995 roku został pozyskany przez Werder Brema. W barwach tego klubu zadebiutował w Bundeslidze 11 sierpnia w zremisowanym 1:1 spotkaniu z Fortuną Düsseldorf. W Werderze występował w rundzie jesiennej sezonu 1995/1996, rozgrywając 11 meczów i strzelając jedną bramkę, przeciwko TSV 1860 Monachium. Po półrocznym okresie gry w Arminii Bielefeld, w sezonie 1996/1997 reprezentował Rot-Weiss Essen. Z 18 golami został wówczas królem strzelców 2. Bundesligi, identyczne osiągnięcie uzyskując sezon później w barwach FC Gütersloh. Po półtorarocznym okresie gry w Rapidzie Wiedeń wrócił do Niemiec, gdzie grał w Rot-Weiß Oberhausen, VfL Osnabrück i SC Verl. Karierę piłkarską kończył w 2006 roku.
Po zakończeniu kariery piłkarskiej był agentem piłkarskim i konsultantem w BFC Dynamo. W latach 2015–2017 pełnił rolę dyrektora sportowego BFC Dynamo. natomiast w latach 2017–2018 był dyrektorem sportowym FC Ingolstadt 04.

## Statystyki ligowe
| Sezon         | Klub                  | Liga          | Mecze | Gole |
| ------------- | --------------------- | ------------- | ----- | ---- |
| 1989/1990     | BSG Stahl Brandenburg | DDR-Oberliga  | 0     | 0    |
| 1990/1991 (j) | BSV Stahl Brandenburg | NOFV-Oberliga | 0     | 0    |
| 1990/1991 (w) | FC Gueugnon B         | Division 3    | 15    | 1    |
| 1991/1992     | FC Gueugnon           | Division 2    | 31    | 6    |
| 1992/1993 (j) | FC Gueugnon           | Division 2    | 5     | 0    |
| 1992/1993 (w) | SAS Épinal            | Division 2    | 14    | 2    |
| 1993/1994     | SC Verl               | Oberliga      | 16    | 3    |
| 1994/1995     | SC Verl               | Regionalliga  | 30    | 20   |
| 1995/1996 (j) | Werder Brema          | Bundesliga    | 11    | 1    |
| 1995/1996 (w) | Arminia Bielefeld     | 2. Bundesliga | 11    | 0    |
| 1996/1997     | Rot-Weiss Essen       | 2. Bundesliga | 33    | 18   |
| 1997/1998     | FC Gütersloh          | 2. Bundesliga | 33    | 18   |
| 1998/1999     | Rapid Wiedeń          | Bundesliga    | 21    | 3    |
| 1999/2000 (j) | Rapid Wiedeń          | Bundesliga    | 3     | 0    |
| 1999/2000 (w) | Rot-Weiß Oberhausen   | 2. Bundesliga | 32    | 13   |
| 2000/2001     | Rot-Weiß Oberhausen   | 2. Bundesliga | 17    | 5    |
| 2001/2002     | Rot-Weiß Oberhausen   | 2. Bundesliga | 21    | 4    |
| 2002/2003     | VfL Osnabrück         | Regionalliga  | 32    | 7    |
| 2003/2004 (j) | VfL Osnabrück         | 2. Bundesliga | 9     | 0    |
| 2003/2004 (w) | SC Verl               | Oberliga      | 14    | 8    |
| 2004/2005     | SC Verl               | Oberliga      | 8     | 3    |
| 2005/2006     | SC Verl               | Oberliga      | 0     | 0    |